# Viltolyckor i Sverige

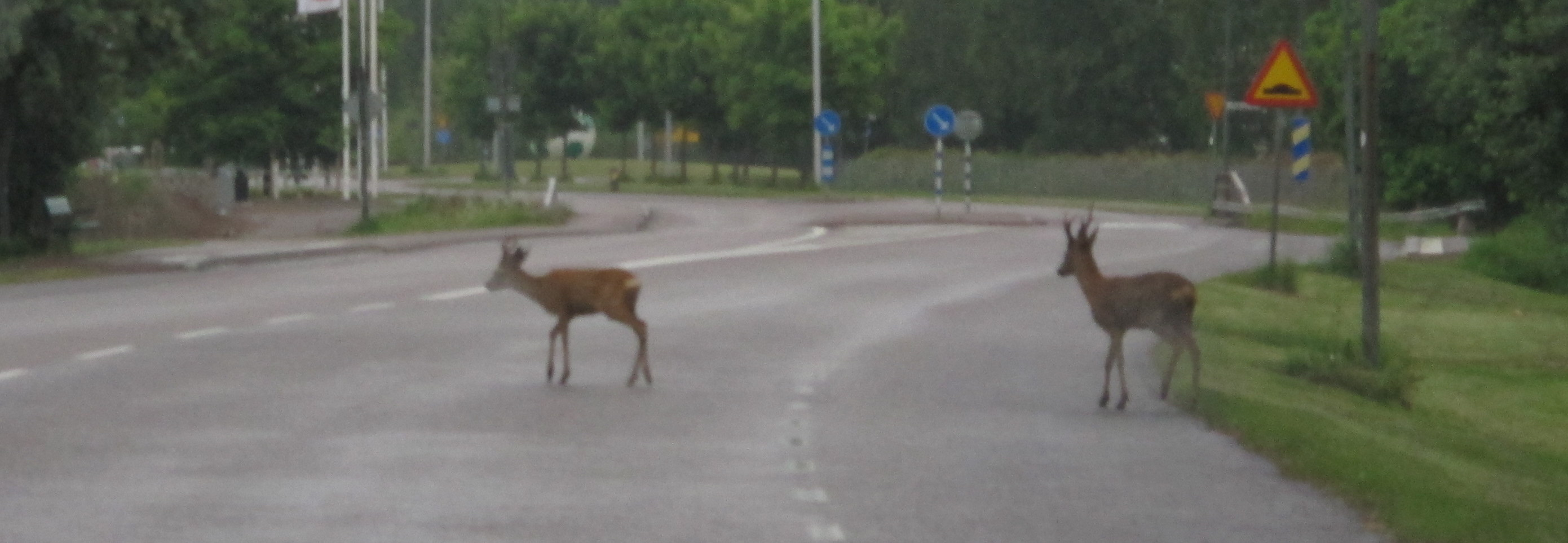
Rådjur går över vägen i gryningen.

En viltolycka är en trafikolycka med vilda djur inblandade. Över 60 000 viltolyckor inträffar per år i Sverige (gäller perioden 2017–2024; genomsnitt under 2010-talet: 53 000). Ungefär 800 personer skadas mer eller mindre svårt varje år, antalet dödsfall är omkring fem personer per år. De farligaste olyckorna är kollisioner med älg; de flesta av dödsolyckorna sker vid dessa olyckor. Övrigt vilt orsakar oftast bara skador på fordonet.

## Riskfaktorer
Risken för en viltolycka är som störst mellan skymning och gryning eftersom det är då djuren förflyttar sig för att söka föda. Generellt är risken för viltolyckor större i månaderna maj–juni då älgkorna stöter bort sina fjolårskalvar och september–oktober då djuren är brunstiga. Älgjakten på hösten stressar djuren till rörelse och ökar risken för älgkollisioner. Risken för viltolyckor är även större under snöiga vintrar på saltade vägar; djur tar sig då ofta fram på vägarna och tycker om saltet.
Riskområden är skogsområden med vattendrag på ena sidan av vägen, skogskanter, kalhyggen och områden där viltstängsel börjar och slutar. En svart sopsäck som sitter på en plogpinne tyder på att renar kan finnas i området. Säckarna används för att skrämma renarna så att de inte sprids.

## Anmälningsplikt
Enligt Jaktförordningen är man som förare skyldig att anmäla en viltolycka (kollision med älg, hjort, rådjur, vildsvin, lodjur, järv, mufflonfår, björn, utter, varg eller örn) till polisen. Det gör man genom att ringa 112 efter att man varnat andra bilister och markerat ut viltolycksplatsen. Gör man inte detta, betraktas det som "smitning" och det är belagt med böter. Renar och annan tamboskap, som till exempel hundar och hästar, blir också inblandade i trafikolyckor. Vid kollision med tamboskap skall ägaren omgående underrättas. Kan ägaren inte lokaliseras eller nås måste olyckan genast anmälas till polisen. Det är även viktigt att i dessa fall markera ut olycksplatsen med markeringsremsa eller liknande.

## Viltolycksprognos
I oktober, i samband med älgjakten i södra Sverige, presenterar Älgskadefondsföreningen "Viltolycksprognosen" för innevarande år.
| Viltslag | Antal olyckor 2008 | Olycksprognos 2009 | Förändring |
| -------- | ------------------ | ------------------ | ---------- |
| Älg      | 5 118              | 5 935              | +16%       |
| Hjort    | 916                | 1 006              | +10%       |
| Rådjur   | 30 982             | 34 493             | +11%       |
| Vildsvin | 2 464              | 3 286              | +33%       |

## Viltolycksstatistik
Från och med januari 2010 har rikspolisstyrelsen valt att redovisa antalet viltolyckor på ett nytt sätt, vilket medför att statistik från 2010 och framåt inte går att jämföra med viltolycksstatistik till och med 2009.
| Viltslag    | Jan   | Feb   | Mar   | Apr   | Maj   | Jun   | Jul   | Aug   | Sep   | Okt   | Nov   | Dec   | Totalt |
| ----------- | ----- | ----- | ----- | ----- | ----- | ----- | ----- | ----- | ----- | ----- | ----- | ----- | ------ |
| Björn       | 0     | 0     | 0     | 0     | 1     | 1     | 0     | 4     | 2     | 0     | 0     | 0     | 8      |
| Dovhjort    | 372   | 242   | 158   | 137   | 132   | 120   | 128   | 176   | 181   | 476   | 677   | 468   | 3 267  |
| Järv        | 0     | 0     | 0     | 1     | 0     | 0     | 2     | 1     | 0     | 0     | 0     | 0     | 4      |
| Kronhjort   | 64    | 29    | 17    | 31    | 23    | 19    | 20    | 21    | 36    | 86    | 87    | 53    | 486    |
| Lo          | 4     | 4     | 5     | 3     | 4     | 1     | 2     | 1     | 0     | 6     | 1     | 8     | 39     |
| Mufflonfår  | 0     | 0     | 1     | 0     | 0     | 0     | 0     | 0     | 0     | 0     | 1     | 0     | 2      |
| Rådjur      | 4 078 | 2 735 | 2 831 | 3 485 | 5 334 | 4 270 | 3 404 | 3 070 | 3 040 | 5 051 | 5 580 | 4 426 | 47 304 |
| Utter       | 7     | 10    | 9     | 8     | 4     | 7     | 4     | 12    | 10    | 11    | 13    | 8     | 103    |
| Varg        | 2     | 0     | 0     | 2     | 1     | 0     | 0     | 0     | 3     | 0     | 2     | 3     | 13     |
| Vildsvin    | 723   | 482   | 516   | 373   | 304   | 421   | 406   | 510   | 834   | 1160  | 1135  | 832   | 7 696  |
| Älg         | 696   | 528   | 200   | 228   | 298   | 292   | 320   | 382   | 586   | 738   | 621   | 713   | 5 602  |
| Örn         | 2     | 1     | 4     | 1     | 2     | 4     | 7     | 1     | 3     | 4     | 2     | 2     | 33     |
| Övriga djur | 27    | 24    | 35    | 35    | 34    | 42    | 31    | 28    | 35    | 37    | 26    | 20    | 374    |
| Summa       | 5 975 | 4 055 | 3 776 | 4 304 | 6 137 | 5 177 | 4 324 | 4 206 | 4 730 | 7 569 | 8 145 | 6 533 | 64 931 |

| Viltslag    | Jan   | Feb   | Mar   | Apr   | Maj   | Jun   | Jul   | Aug   | Sep   | Okt   | Nov   | Dec   | Totalt |
| ----------- | ----- | ----- | ----- | ----- | ----- | ----- | ----- | ----- | ----- | ----- | ----- | ----- | ------ |
| Björn       | 0     | 0     | 0     | 0     | 1     | 1     | 0     | 0     | 2     | 1     | 0     | 0     | 5      |
| Dovhjort    | 513   | 363   | 272   | 251   | 190   | 147   | 276   | 287   | 298   | 740   | 1 244 | 812   | 5 393  |
| Järv        | 0     | 2     | 0     | 0     | 1     | 0     | 1     | 1     | 1     | 0     | 0     | 0     | 6      |
| Kronhjort   | 36    | 26    | 25    | 30    | 18    | 15    | 11    | 11    | 66    | 77    | 69    | 57    | 441    |
| Lo          | 8     | 3     | 5     | 7     | 3     | 2     | 1     | 1     | 2     | 2     | 6     | 3     | 43     |
| Mufflonfår  | 1     | 2     | 0     | 4     | 0     | 0     | 0     | 0     | 0     | 0     | 1     | 0     | 8      |
| Rådjur      | 3 669 | 3 037 | 2 677 | 3 152 | 4 805 | 4 437 | 3 348 | 2 895 | 2 858 | 4 981 | 6 065 | 5 548 | 47 472 |
| Utter       | 9     | 9     | 11    | 13    | 5     | 11    | 14    | 17    | 20    | 24    | 26    | 18    | 177    |
| Varg        | 0     | 1     | 3     | 1     | 0     | 0     | 1     | 2     | 1     | 1     | 5     | 4     | 19     |
| Vildsvin    | 494   | 342   | 302   | 205   | 157   | 245   | 287   | 358   | 543   | 902   | 999   | 724   | 5 558  |
| Älg         | 645   | 321   | 170   | 169   | 276   | 344   | 239   | 308   | 658   | 658   | 704   | 783   | 5 275  |
| Örn         | 6     | 4     | 4     | 6     | 5     | 4     | 8     | 4     | 3     | 4     | 6     | 5     | 59     |
| Övriga djur | 27    | 30    | 29    | 41    | 28    | 29    | 47    | 37    | 28    | 36    | 40    | 52    | 424    |
| Summa       | 5 408 | 4 140 | 3 498 | 3 879 | 5 489 | 5 235 | 4 233 | 3 921 | 4 480 | 7 426 | 9 165 | 8 006 | 64 880 |

### Fotnoter
1. 1 2  ”Viltolyckor för respektive viltslag”. www.viltolycka.se. https://www.viltolycka.se/statistik/viltolyckor-for-respektive-viltslag. Läst 17 november 2020.
2. 1 2 3 4 5 6  Körkortsboken, 19:e upplagan, s 102–103
3. ↑  ”Viltolycka, Polisen”. Arkiverad från originalet den 26 februari 2009. https://web.archive.org/web/20090226201304/http://www.polisen.se/inter/nodeid%3D12786%26pageversion%3D1.jsp.
4. ↑  ”Älgskadefondsföreningen – Undvik olyckan”. Arkiverad från originalet den 27 juli 2007. https://web.archive.org/web/20070727181104/http://www.aelgen.se/display_sub2.asp?apid=64.
5. ↑  ”Älgskadefondsföreningen – På olycksplatsen”. Arkiverad från originalet den 25 maj 2012. https://archive.is/20120525182704/http://www.aelgen.se/display_sub2.asp?apid=21. Läst 29 juli 2008.
6. ↑  ”Viltolycksprognos 2009 – viltolyckorna slår rekord”. Älgskadefondsföreningen. http://feed.ne.cision.com/wpyfs/00/00/00/00/00/0F/BA/01/wkr0011.pdf.
7. ↑  ”Viltolyckor för respektive viltslag”. www.viltolycka.se. https://www.viltolycka.se/statistik/viltolyckor-for-respektive-viltslag. Läst 17 november 2020.
8. ↑  ”Antal hanterade viltolyckor”. www.viltolycka.se. https://www.viltolycka.se/statistik/antal-genomforda-uppdrag/. Läst 17 december 2024.